# متولی محمد
متولی محمد (انگلیسی: Metwali Mohamed؛ زادهٔ ۴ ژانویهٔ ۱۹۴۹) بازیکن والیبال اهل مصر بود.